# Jekaterina Iwanowna Rogowaja
Jekaterina Iwanowna Rogowaja (russisch Екатерина Ивановна Роговая; englische Transkription: Ekaterina Rogovaya; * 7. Oktober 1995 in Moskau) ist eine russische Bahnradsportlerin, die sich auf die Kurzzeitdisziplinen spezialisiert hat.

## Sportliche Laufbahn
2013 wurde Jekaterina Rogowaja mit Tatjana Kisseljowa Junioren-Europameisterin im Teamsprint; im selben Jahr errangen die beiden Sportlerinnen bei den Junioren-Weltmeisterschaften Silber in derselben Disziplin.
2017 wurde Rogowaja gemeinsam mit Darja Schmeljowa und Xenija Bogojawlenskaja russische Meisterin im Teamsprint der Elite. Bei den UEC-Bahn-Europameisterschaften 2019 gewann sie mit Schmeljowa und Anastassija Woinowa im Teamsprint den Titel. Beim ersten Lauf des Bahn-Weltcups 2019/20 in Minsk holte sie mit Woinowa und Schmeljowa Gold im Teamsprint.

## Erfolge
2013
- Junioren-Weltmeisterschaft – Teamsprint (mit Tatjana Kisseljowa)
- Junioren-Europameisterin – Teamsprint (mit Tatjana Kisseljowa)

2017
- Russische Meisterin – Teamsprint (mit Darja Schmeljowa und Xenija Bogojawlenskaja)

2019
- Europameisterin – Teamsprint (mit Darja Schmeljowa und Anastassija Woinowa)
- Weltcup in Glasgow – Teamsprint (mit Darja Schmeljowa)